# Salix rhoophila
Salix rhoophila — вид квіткових рослин із родини вербових (Salicaceae).

## Морфологічна характеристика
Це кущ до 2.5 метра заввишки. Гілочки пурпурувато-коричневі чи злегка чорнуваті, ворсинчасті або волосисті в молодості, потім ± голі. Листкова ніжка 4–10 мм, волосиста; листкова пластинка від еліптичної до довгастої, 2–4.5(8) × 1–1.5(2) см, обидві поверхні голі, або волохаті в молодості, рідко запушені абаксіально, край цільний, верхівка гостра чи тупа. Чоловіча сережка циліндрична, 10–15 × ≈ 6 мм. Чоловіча квітка: тичинок 2; пиляки жовті. Жіноча сережка 12–25 × 3(4) мм. Жіноча квітка: зав'язь яйцеподібна, гола, сидяча.

## Середовище проживання
Хубей, Сичуань. Росте уздовж річок, гірських схилів; на висотах 800–2600 метрів.